# Пхукан, Биджу
Биджу Пхукан (ассам. বিজু ফুকন; 18 февраля 1947, Дибругарх, — 22 ноября 2017, Гувахати) — индийский актёр, снимавшийся в фильмах на ассамском языке. За свою карьеру принял участие в более чем 80 кинокартинах.

## Биография
Родился 22 ноября 1948 года в Дибругархе в семье инженера Атула Пхукана и его жены Налини Пхукан. Будущий актёр проходил обучение сначала в Little Flower School, а затем в Kanoi College в Дибругархе и Edmunds College в Шиллонге. Пхукан интересовался актёрским мастерством с детства и начал выступать на сцене, участь в 4 или 5 классе школы. 
В кино он дебютировал в 1969 году, появившись на экране на несколько мгновений в качестве участника музыкальной группы в суперхите Браджена Баруа «Доктор Безбаруа». На следующий год он сыграл уже главную роль в Baruar Songshar того же режиссёра. Следующий фильм, в котором он исполнил главную роль, Aranya Самарендры Нараяна Дева в 1971 году, выиграл Национальную кинопремию за лучший фильм на ассамском языке, а Пхукану принёс статус суперзвезды.
Среди наиболее ярких из сыгранных им ролей — представитель типичной ассамской деревенской молодёжи в Bowari (1982) Шивы Тхакура, исполнивший в фильме песню «Mon heera doi, cycle nohoy tilinga…», остававшуюся популярной более 35 лет, а также богатый землевладелец Мохиканта в Agnisnaan (1985) Бхабендры Натха Сакии, действие которого происходит в 1940-х годах.
В числе других его работ в кино фильмы Браджена Баруа: Opaja Sonar Maati и Lalita (оба 1972), Brishti (1974); Нипа Баруа: Ajoli Nabou (1980) и Anthony Mor Naam (1986); Шивы Тхакура: Ghar-Sansar (1983), Man-Mandir (1985) и Ashanta Prahar (1994); Джахну Баруа: Aparoopa (1982) и Papori (1986); Мунина Баруа: Pita Putra (1998), Pahari Kanya (1990), Barood и Rang (оба 2004).
Пхукан также снялся в четырёх бенгальских фильмах: Hotel Showfox и Aparajita (оба 1976), Doishyu Ratnakar и Gajamukta (1994).
В последний раз актёр появился на экране в фильме Dur в 2016 году.
Он также попробовал себя в политике, безуспешно баллотируясь на место Лок Сабху от Дибругарха в качестве кандидата от Асом Гана Паришад (AGP) в 1999 году, а затем в качестве кандидата от Тринамул Конгресс из Гувахати в 2014 году.
Биджу Пхукан был доставлен в отделение интенсивной терапии Apollo Hospital с затруднением дыхания 22 ноября 2017 года, где скончался спустя два часа.
У актёра остались жена Раджашри, на которой он женился в 1977 году, дочь Сангхамитра и сын Ангшуман.